# Баган (Баганский район)
Бага́н — село в Новосибирской области России, административный центр Баганского района и Баганского сельсовета.
Площадь села — 411 гектаров. Численность населения по переписи 2010 года — 5510 человек.

## География
Баган расположен в южной части Барабинской низменности на реке Баган, в 360 километрах к юго-западу от Новосибирска, в 40 километрах к юго-востоку от города Купино, в 60 километрах к северо-западу от города Карасук.

## Этимология
Село получило своё название от гидронима — протекающей в юго-западной части Новосибирской области реки Баган. Этимология названия реки неясна. В тюркских языках есть слово «баган» — столб. Предположительно, гидроним мог произойти от индоевропейского «багно» — низкое, топкое место (в пользу этой версии говорит то, что река частью течёт по болотистой местности).

## История
Баган основан в 1914 году как пристанционное поселение при строительстве железной дороги Татарск — Славгород. Баган стал селом в 1917 году. В 1946—1963 годах Баган был административным центром Андреевского района, а в 1965 году стал административным центром Баганского района.

## Население
В 2002 году по данным Всероссийской переписи населения в Багане проживало 5878 жителей, из них 2710 мужчин (46 %), 3168 женщин (54 %). В 2002 году Баган находился на 579 месте по численности среди всех сельских населённых пунктов России и на 6 месте среди сёл Новосибирской области.
| 1959  | 1970  | 1979  | 1989  | 2002  | 2007  | 2010  |
| ----- | ----- | ----- | ----- | ----- | ----- | ----- |
| 5204  | ↘5092 | ↗5755 | ↗6224 | ↘5878 | ↗5955 | ↘5510 |
| 2021  |       |       |       |       |       |       |
| ↘5482 |       |       |       |       |       |       |

## Транспорт
Расстояние от Багана до Новосибирска по автомобильным дорогам составляет 448 километров.
По данным на 2005 год Баган связан регулярным автобусным сообщением с городами Карасук (ежедневные рейсы) и Павлодар (3 раза в неделю) и населёнными пунктами Баганского района. Конечные пункты автобусных маршрутов в Баганском районе: Теренгуль, Нижний Баган, Соловьёвка, Мироновка, Лепокурово, Саратовка, Палецкое, Ивановка, Савкино.
В Багане останавливаются пассажирские поезда, идущие из Москвы, Омска, Новосибирска, Барнаула и Кулунды.

## Экономика
В селе по данным на 2006 год функционируют 15 промышленных объектов, 9 объектов сельскохозяйственного производства.
Большинство трудоспособного населения Багана занято в сельском хозяйстве.
Наиболее крупные предприятия Багана:
- ЗАО «Баганское РТП» — ремонтно-техническое предприятие.
- ООО «Мясной двор Баганский».
- ООО «Баганская хладобойня» закрыта
- Молокозавод закрыт.
- Хлебокомбинат закрыт
- ДОАО «Баганский элеватор», который занимает третье место в России по объёму[18][19].

## Образование и здравоохранение
В Багане по данным на 2006 год действуют 1 учреждение здравоохранения, 9 образовательных учреждений.

## Достопримечательности
Главной достопримечательностью села является Баганский краеведческий музей, открытый в апреле 1983 года краеведами Н. А. Рубижанской и А. А. Моисеенко. В музее хранится более 5000 экспонатов: археологические находки у села Большие Луки (VIII и IX век), древние книги, гончарные изделия жителей села Лепокурово, фотоматериалы, письма и награды участников Великой Отечественной войны, трудовые награды, старинные предметы крестьянского быта (плуг, ткацкий станок), живопись. Каждый год музей посещают от 3,5 до 5 тысяч человек.

## Уроженцы
- Бочаров Сергей Петрович — художник.
- Дмитрий Матвеевич Плоткин — советский и российский следователь, криминалист, поэт, писатель, сценарист.

## Интересные факты
В Багане расположена Северо-Кулундинская опытная станция, которая занимается изучением и освоением солонцов.
Зимой 2012 года метеостанция перекрыла рекордный минимум февраля −43.4 °C, прежде, морознее всего в феврале было в 1978 году −43.1 °C.